# Liga de Fútbol Femenino 2019 (Panamá)
La Liga Femenina de Fútbol 2019 fue la edición número III del torneo femenino desde su creación, siendo el inicio de la temporada 2019-2020. Se coronaron Campeonas el equipo de CD Universitario Femenil, luego de vencer al Atlético Nacional Femenil en la final.

## Equipos participantes

### Grupo A
- CD Universitario Femenil
- CAI La Chorrera
- CD Plaza Amador Femenil
- San Francisco FC Femenil
- Santa Gema FC Femenil
- SD Panamá Oeste Femenil
- Atlético Nacional Femenil

### Grupo B
- Colón C-3 Femenil
- Costa del Este FC Femenil
- CD Centenario Femenil
- CD Árabe Unido Femenil
- Leones de América Femenil
- Sporting SM Femenil
- Tauro FC Femenil

## Sistema de competición
- Consta de una primera fase de grupos divididos en Grupo A y Grupo B.
- Una segunda fase de eliminación directa, donde los cuatro mejores de cada grupo avanzan a esta ronda.

## Información de los equipos

### Estadios
Estadio Maracaná de Panamá
Equipos:
- CD Universitario Femenil.
- CD Plaza Amador Femenil.
- Costa del Este FC Femenil.
- Atlético Nacional Femenil.

Estadio Agustín Muquita Sánchez
Equipos:
- San Francisco FC Femenil.
- SD Panamá Oeste Femenil.
- CA Independiente Femenil.

Estadio Armando Dely Valdés
Equipos:
- Colón C-3 Femenil.
- CD Centenario Femenil.
- CD Árabe Unido Femenil.

Estadio Luis Ernesto Cascarita Tapia
Equipos:
- Leones de América Femenil.
- Sporting SM Femenil.

Estadio Óscar Suman Carrillo
Equipos:
- Tauro FC Femenil.

Estadio Los Milagros
Equipos:
- Santa Gema FC Femenil

## Fase Final

#### Final
| Fecha           | Hora  | Equipo local  | Resultado | Equipo visitante  | Estadio  |
| --------------- | ----- | ------------- | --------- | ----------------- | -------- |
| 18 de diciembre | 19:00 | Universitario | 6:2       | Atlético Nacional | Maracaná |

|                                     |
|                                     |
| CD Universitario Campeón 2.° título |